# Hawaï-type eruptie

Hawaï-type eruptie: 1: As pluim, 2: Lava fontein, 3: Krater, 4: Lava meer, 5: Fumarole, 6: Lava stroom, 7 Lagen van lava and as, 8: Laag, 9: Sill, 10: Mantelpluim, 11: Magma kamer, 12: Dike

Een Hawaï-type uitbarsting is een type van vulkaanuitbarsting dat zich kenmerkt door de uitstroom van zeer hete lava met een geringe hoeveelheid silicium uit de krater.
Dit soort uitbarstingen zorgt voor het ontstaan van schildvulkanen, vulkanen met een geringe helling. Een voorbeeld van het Hawaï-type uitbarstingstype is de Kilauea op Hawaï.